# 999 (hudební skupina)
999 je anglická punk rocková skupina založená v Londýně v roce 1977.

## Historie
Kapelu 999 založil v Londýně zpěvák/kytarista Nick Cash a kytarista Guy Days. Název 999 vznikl podle britského tísňového telefonního čísla 999.
Největším hitem skupiny je píseň Homicide z roku 1978, která se dostala do britské Top 40 a její coververzi hraje pod názvem Humusák česká punková skupina E!E. Během více než 35 let aktivního hraní došlo k pouze dvěma stálým změnám v sestavě.
Skupina hrála i v Česku, například v roce 2012 na festivalu Pod parou v Moravské Třebové.

## Členové kapely
- Původní sestava: Nick Cash – zpěv a kytara; Guy Days – kytara a zpěv; Jon Watson – baskytara; Pablo LaBritain – bicí.
- Konec roku 1979: Ed Case dočasně nahradil zraněného bubeníka LaBritaina.
- Jaro 1980: LaBritain se vrátil po zranění.
- V roce 1982 se kapela rozpaddla, ale v roce 1983 se dala znovu dohromady.
- V roce 1986 kapelu opustil baskytarista Watson a nahradil ho Danny Palmer.
- Kapela se znovu rozpadla v roce 1987, ale roku 1993 se dala znovu dohromady.
- 1993: Kapelu opustil Danny Palmer a nahradilho baskytarista Arturo Bassick.

## Diskografie

### Studiová alba
- 999 (březen 1977)
- Separates (září 1978)
- High Energy Plan (1979)
- The Biggest Prize in Sport (leden 1980)
- Concrete (duben 1981)
- 13th Floor Madness (listopad 1983)
- Face to Face (březen 1985)
- You Us It! (listopad 1993)
- Takeover (březen 1998)
- Dancing In The Wrong Shoes (1999)
- Outburst (2003)
- Death in Soho (2007)

### Živá alba a kompilace
- The Biggest Tour in Sport - recorded live (1980)
- The Singles Album (1981)
- In Case of Emergency (1986)
- Lust Power and Money (Live) (1987)
- Live and Loud (1989)
- The Cellblock Tapes (1990)
- The Early Stuff (The UA Years) (1992)
- Live in L.A.: 1991 (1994)
- The Albion Punk Years (1996)
- Scandal in the City (1997)
- Live at the Nashville 1979 (1997)
- Emergency (1997)
- Slam (1999)
- The Punk Singles Collection: 1977-1980 (2001)
- English Wipeout: Live (2002)
- Nasty Tales: Live (2006)

### Singly
- I'm Alive / Quite Disappointing (červenec 1977)
- Nasty Nasty / No Pity (říjen 1977)
- Emergency / My Street Stinks (leden 1978)
- Me And My Desire / Crazy (duben 1978)
- Feeling Alright With The Crew / Titantic (My Over) Reaction (srpen 1978)
- Homicide / Soldier (říjen 1978)
- Found Out Too Late / Lie Lie Lie (září 1979)
- Trouble / Make A Fool Of You (leden 1980)
- Hollywood / Boiler (duben 1980)
- Obsessed / Change / Lie Lie Lie (duben 1981)
- Li'l Red Riding Hood / Waiting For Your Number To Be Called / I Ain't Gonna Tell Ya (živě) (červen 1981)
- Indian Reservation / So Greedy (remix) / Taboo (remix) (listopad 1981)
- Wild Sun / Scandal In The City / Bongos On The Nile (červen 1982)
- 13th Floor Madness / Nightshift / Arabesque (říjen 1983)

### Hudební videa
- Emergency (1978)
- Homicide (1978)
- Obsessed (1981)